# Соколов Влас Савович
Влас Савович Соколов (1894, тепер Очаківського району Миколаївської області — ?) — український радянський діяч, заступник голови виконавчого комітету Чернігівської обласної ради депутатів трудящих, в.о. голови виконавчого комітету Чернігівської обласної ради депутатів трудящих. Депутат Верховної Ради СРСР 1-го скликання.

## Біографія
Народився в багатодітній бідній селянській родині. З чотирнадцятирічного віку наймитував, навчався в коваля. Потім працював робітником суднобудівного заводу в місті Миколаєві.
З 1918 року — помічник командира радянського партизанського загону, який діяв на Очаківщині (Херсонська губернія). З 1919 року — командир роти 515-го стрілецького полку РСЧА в Очакові. Учасник громадянської війни в Росії.
Член РКП(б) з 1919 року.
З 1920 року — завідувач Очаківської робітничо-селянської інспекції (РСІ).
У 1922—1926 роках — голова виконавчого комітету Ново-Бузької районної ради на Миколаївщині.
З 1926 року — студент Комуністичного університету імені Артема в місті Харкові. Здобув вищу освіту.
У 1929—1932 роках — секретар Голопристанського районного комітету КП(б)У на Херсонщині.
У 1932—1933 роках — завідувач організаційного відділу Херсонського міського комітету КП(б)У Одеської області.
У 1933—1937 роках — начальник політичного відділу Голованівської машинно-тракторної станції (МТС) Одеської області.
У 1937 році — 1-й секретар Роменського районного комітету КП(б)У Чернігівської області.
З 1937 до лютого 1938 року — 1-й заступник голови виконавчого комітету Чернігівської обласної ради депутатів трудящих. З 1937 (офіційно з лютого 1938) до травня 1938 року — виконувач обов'язків голови виконавчого комітету Чернігівської обласної ради депутатів трудящих.
На 1941 рік проживав у місті Сумах.
У жовтні 1941 року добровольцем пішов до Червоної армії, учасник німецько-радянської війни. З квітня до грудня 1942 року — комісар колони № 2123 на Сталінградському фронті. З лютого до вересня 1943 року — навідник 152 м/м самохідної установки 1542-го важкого самохідного артилерійського полку артилерійського Резерву головного командування на Північно-Кавказькому фронті. 23 вересня 1943 року був важко поранений у бою біля міста Тамань. Лікувався в госпіталях, став інвалідом Вітчизняної війни 2-ї групи.
На 1946—1947 роки — голова виконавчого комітету Голопристанської районної ради депутатів трудящих Херсонської області.

## Звання
- єфрейтор

## Нагороди
- медаль «За бойові заслуги» (6.11.1947)